# Raymond Klatt
Raymond Klatt ist ein deutscher Kanute. Er wurde im Wildwasserrennsport Mannschaftsweltmeister im Einer-Canadier.

## Erfolge
Wildwasser-Weltmeisterschaften Herren Einer-Canadier Mannschaft
- 1985: 3. Platz (Raymond Klatt, Ernst Libuda, Rainer Pioch)
- 1987: 1. Platz (Jörg Winfried, Hans Libuda, Raymond Klatt)
- 1989: 2. Platz (Frank Steinhauser, Hans Libuda, Raymond Klatt)

Deutsche Meisterschaften im Einer-Canadier
- 1985: 1. Platz